# 志水季里子
志水 季里子（しみず きりこ、旧芸名；志水 希梨子、しみず 霧子、1955年（昭和30年）7月3日 - ）は、日本の女優。身長160cm、体重55kg。夫は廣瀬昌亮、娘はA応Pのメンバーでもある広瀬ゆうき。フリー。

## 人物・来歴
愛知県名古屋市緑区桶狭間出身。
愛知県立女子短期大学（現・愛知県立大学）英文科卒業。
名古屋で演劇活動をしながら『中学生日記』に出演。
木村光一演出『フィガロの結婚』のオーディションでシュザンヌ役に選ばれたことをきっかけに上京。
ある劇団に入団するも先輩団員の舞台に失望し、すぐに退団してタレント事務所に所属。
浦山桐郎監督作品『暗室』のオーディションをきっかけに、1983年、『ブルーレイン大阪』の主役で映画デビュー。
1988年、共演がきっかけで廣瀬と結婚。
確かな演技力で後期のロマンポルノを支えた。
ロマンポルノ終焉後は、オリジナルビデオやテレビドラマに活動の場を広げている。

## 出演

### 映画
- セーラー服 百合族2（1983年）
- ブルーレイン大阪（1983年）
- 女教師は二度犯される（1983年）
- 美少女プロレス 失神10秒前（1984年）
- 団地妻 サラ金地獄（1984年）
- 残酷！少女タレント（1984年）
- 美加マドカ 指を濡らす女（1984年）
- 秘色リース妻（1984年）
- 猟色 サロメの唇（1984年）
- 未熟な下半身（1984年）
- イヴちゃんの姫（1984年）
- 女子大生 温泉芸者（1984年）
- 団地妻 肉体地獄（1985年）
- 絶倫海女 しまり貝（1985年）
- ラブホテル（1985年）
- 夢犯（1985年）
- コミック雑誌なんかいらない（1986年）
- スワップ診察室 蜜しぶき（1986年）
- 薄毛の19才（1986年）
- 団地妻 不倫の果て（1986年）
- ビー・バップ・ハイスクール 高校与太郎狂騒曲（1987年）
- マルサの女（1987年） - 剣持和江 役
- 恋人たちの時刻（1987年）
- 春らんまん結婚記（1987年）
- 嵯峨野の宿（1987年）
- 帝都物語（1988年）
- ラブ・ストーリーを君に（1988年） - 木俣幸子 役
- 猫のように（1988年）
- SEXYダイナマイト マドンナのしずく（1988年）
- 聖処女 けいれん（1989年）
- おあずけ（1990年）
- 殺人がいっぱい（1991年）
- 復讐・消えない傷痕（1997年）
- 冷たい血（1997年）
- 狼の眼（1997年）
- リング（1998年） - 大石良美 役
- コキーユ（1998年）
- 新生 トイレの花子さん（1998年）
- なぞの転校生（1998年） ‐ 香川翠の母 役
- 洗濯機は俺にまかせろ（1999年）
- 白痴（1999年）
- M/OTHER（1999年）
- 月光の囁き（1999年）
- 不貞の季節（2000年）
- 弱虫（2000年）
- 仄暗い水の底から（2002年）
- glowing glowing グローウイングローウイン（2002年）
- 少女惨殺 スワンズソング（2003年）
- 濡れた赫い糸（2005年）
- 仮面ライダー響鬼と7人の戦鬼（2005年）
- 県庁の星（2006年）
- 人が人を愛することのどうしようもなさ（2007年）
- スリーカウント（2009年）
- エッチを狙え!イヌネコ。（2009年）
- 団地妻　昼下がりの情事（2010年）
- 呪いのドライブしあわせになれない悲しい花（2010年）
- CRAZY-ISM クレイジズム（2011年）
- モンスター（2013年）
- 三代目代行6  偽装結婚ブローカー (2015年)

### テレビドラマ
- 銀河テレビ小説/めぐり逢いて（1982年）
- ダウンタウン探偵組（1988年）
- 砂の上のロビンソン（1988年） - 土屋多美 役
- 不思議少女ナイルなトトメス 第12話「オタクな悪魔」（1991年）
- 鬼平犯科帳（1993年） - おきぬ 役
- 十時半睡事件帖（1995年） - 奈美 役
- 事件・市民の判決（1996年）
- 名探偵保健室のオバさん（1997年） - 清里秋子 役
- 美人三姉妹温泉芸者が行く!5（1998年） - 早坂桜子 役
- ATHENA -アテナ-（1998年） - 麻宮今日子 役
- はぐれ刑事純情派
  - 第12シリーズ（1999年） - 小野節子 役
  - 第18シリーズ（2005年） - 石井妙子 役
- 相棒
  - （2006年） - 牧百合江 役
  - （2019年） ‐ 山下芙美子 役
- 金曜エンタテイメント
  - 「無医村に花は微笑む」（2006年） - 川畑フキエ 役
- その男、副署長 Season2（2008年） - 駿河瑞江 役
- 水戸黄門 第43部（2011年） - おとみ 役
- なるようになるさ。（2014年） - 中村由子 役
- 月曜ドラマスペシャル
  - 「松本清張サスペンス 黒い画集・証言」（1992年）
  - 「悪魔が来りて笛を吹く」（1992年） - 菊江 役
  - 「浅見光彦シリーズ (TBSのテレビドラマ)3」（1995年） - 佐々木辰子 役
  - 「和服デザイナー探偵1」（1997年）
  - 「十津川警部シリーズ (渡瀬恒彦)19」（2000年） - 丸山京子 役
- 土曜ワイド劇場
  - 「美人デザイナー殺し（考古学者シリーズ）」（1993年）
  - 「混浴露天風呂連続殺人15」（1995年）
  - 「はみだし弁護士・巽志郎4」（1999年）
  - 「西村京太郎トラベルミステリー37」（2002年） - 岩木道代 役
  - 「法医学教室の事件ファイル29」（2009年） - 杉山円 役
  - 「森村誠一の終着駅シリーズ27」（2013年） - 本宮理子 役
- 水曜ミステリー9
  - 「介護ヘルパー紫雨子の事件簿」（2012 - 2013年） - 名越淑恵 役
- 月曜ゴールデン
  - 「イソベン・里村タマミの事件簿2」（2013年） - 桜井麻子 役
- 錦糸町パラダイス〜渋谷から一本〜（2024年） - 東海林尊の母 役[1]

### オリジナルビデオ
- 監禁逃亡 性奴隷（1997年）
- 健康師ダン（1998年）
- 淫美母
- 雀鬼 裏麻雀勝負!20年間無敗の男
- のぞき屋稼業4 外伝
- キタの帝王
- 偶然の殺人者
- 日本一の悪女? 雅美のパワーオブラブ
- 女の香り (1992年)
- 呪怨2（2000年）

### 配信ドラマ
- 極道アパート partIII　甘～くキケンなSEXY共同生活（2022年4月6日、シネマファスト）[2]

### 舞台
- 嵐の中で
- すったもんだDEカガミ町
- 根っこ
- フィガロの結婚

### CM
- ニッカウヰスキー・ニッカシードル
- P&G
- ヤンマー
- 殖産住宅
- 日清食品・出前一丁
- 富士フイルム